# Kim Min-jeong (football)
Pour les articles homonymes, voir Kim Min-jeong et Kim.
Dans ce nom coréen, le nom de famille, Kim, précède le nom personnel.
Kim Min-jeong, née le 12 septembre 1996, est une footballeuse internationale sud-coréenne évoluant au poste de gardienne de but au Incheon Red Angels. Elle fait également partie de l'équipe nationale depuis 2016.